# Ministère du Travail (Québec)
Le ministère du Travail est un ministère du gouvernement du Québec chargé de « contribuer au développement social et économique du Québec en favorisant l’atteinte de conditions de travail équitables, de milieux de travail sains, de relations du travail harmonieuses, et en diffusant une information pertinente sur le travail dans tous les secteurs d’activité. ». Le ministère est établi pour une première fois de 1931 à 2015 avant d'être rétabli en 2022.

## Histoire

### Création
Dans le contexte de la Grande Dépression où l'État est de plus en plus appelé comme régulateur de la sphère du travail, le ministère est créé en 1931 par le premier ministre Louis-Alexandre Taschereau, qui scinde le ministère des Travaux publics et du Travail afin que le domaine du travail puisse bénéficier d'une organisation autonome. Le 28 octobre 1931, les activités du nouveau ministère débutent et Charles-Joseph Arcand devient le premier ministre du Travail.

### Premières actions législatives
Dès ses premières années d'activité, le ministère est très actif, notamment dans un contexte de grande crise économique où le chômage dans la province a notamment passé de 7,5 % en 1929 à 30 % en 1933. Ses interventions touchent notamment l'aide aux chômeurs et l'extension de conventions collectives dans certains secteurs économiques d'un territoire donné afin de contrecarrer la diminution des salaires et des conditions de travail qui touchait les ouvriers à cette époque. À titre d'exemple, entre 1929 et 1934, ces salaires avaient baissé d'environ 40 %. 
En 1937, la Loi des salaires raisonnables est promulguée et permet l'institution d'un salaire minimum garanti à tous. À ce moment, seules les femmes bénéficiaient d'un salaire minimum garanti, ce qui poussait les employeurs à les remplacer par de jeunes hommes facilement remplaçables. En raison de permis dérogatoires accordés et de suspensions d'ordonnances, la loi se révèle rapidement inefficace et est remplacée en 1940 par la Loi du salaire minimum, qui a pour effet que les salaires moyens rejoignent et dépassent ceux de la province voisine d'Ontario.
Les législations sociales sont aussi sous la responsabilité du ministère. Ainsi, en 1942, plus de 200 fonctionnaires sont chargés de veiller à l'application de la Loi des pensions de vieillesse, la Loi de l'assistance aux aveugles et la Loi de l'assistance aux mères nécessiteuses, trois lois sociales desquelles environ 94 000 allocations et pensions étaient octroyées aux citoyens québécois. En 1946, l'administration de ces lois est transférée au nouveau ministère du Bien-être social et de la Jeunesse. 

### Actions législatives en temps de guerre et d'après-guerre
Alors que le gouvernement fédéral instaure l'assurance-chômage en 1940, en pleine Seconde Guerre mondiale, les législations provinciales en matière de liberté d'association et de négociation de conventions collectives se révèlent rapidement insuffisantes. Subséquemment à une importante grève des travailleurs de la papetière Price au Saguenay survenue en 1943, le ministère promulgue en 1944 la Loi des relations ouvrières, inspirée de la loi Wagner, promulguée en 1935 aux États-Unis. Considérée comme étant le premier code du travail, la loi québécoise a pour effet de contribuer à l'établissement de la paix industrielle et de l'expansion du syndicalisme, elle traite principalement du droit à la liberté d'association, de la négociation des conventions collectives, de la grève et de l'arbitrage. Les employeurs deviennent dès lors contraints de négocier avec l'association de travailleurs lorsqu'elle est accréditée par la Commission des relations ouvrières, nouvellement créée. En 1946-1947, plus de 42 000 travailleurs sont concernés par des demandes de reconnaissance syndicale adressées à la Commission. 

### Dissolution
Le 27 février 2015, le gouvernement Couillard fusionne, via le décret 143-2015, le ministère du Travail avec le ministère de l'Emploi et de la Solidarité sociale. Le ministère du Travail devient donc le Secrétariat du travail, une unité administrative intégrée au nouveau ministère du Travail, de l'Emploi et de la Solidarité sociale (MTESS). Plus tard, le Secrétariat perd son statut et devient un simple secteur du MTESS, auquel un sous-ministre adjoint est attitré. 
Le ministère est finalement rétabli en 2022.

## Liste des ministres
| Ministre                                                                                 | Ministre                                                                                 | Parti                                                                                    | Début             | Fin               | Cabinet        |
| ---------------------------------------------------------------------------------------- | ---------------------------------------------------------------------------------------- | ---------------------------------------------------------------------------------------- | ----------------- | ----------------- | -------------- |
|                                                                                          | Maurice Bellemare Ministre du Travail                                                    | Union nationale                                                                          | 16 juin 1966      | 18 décembre 1968  | Johnson (père) |
| 26 septembre 1968                                                                        | Maurice Bellemare Ministre du Travail                                                    | Union nationale                                                                          | 18 décembre 1968  | Bertrand          |                |
|                                                                                          | Maurice Bellemare Ministre du Travail et de la Main-d'œuvre                              | Union nationale                                                                          | 18 décembre 1968  | Bertrand          | 12 mars 1970   |
|                                                                                          | Jean Cournoyer Ministre du Travail et de la Main-d'œuvre                                 | Union nationale                                                                          | 12 mars 1970      | Bertrand          | 12 mai 1970    |
|                                                                                          | Pierre Laporte Ministre du Travail et de la Main-d'œuvre                                 | Libéral                                                                                  | 12 mai 1970       | 17 octobre 1970   | Bourassa (1)   |
|                                                                                          | Jean Cournoyer Ministre du Travail et de la Main-d'œuvre                                 | Libéral                                                                                  | 29 octobre 1970   | 30 juillet 1975   | Bourassa (1)   |
|                                                                                          | Gérald Harvey Ministre du Travail et de la Main-d'œuvre                                  | Libéral                                                                                  | 30 juillet 1975   | 26 novembre 1976  | Bourassa (1)   |
|                                                                                          | Jacques Couture Ministre du Travail et de la Main-d'œuvre                                | Parti québécois                                                                          | 26 novembre 1976  | 6 juillet 1977    | Lévesque       |
|                                                                                          | Pierre Marc Johnson Ministre du Travail et de la Main-d'œuvre                            | Parti québécois                                                                          | 6 juillet 1977    | 6 novembre 1980   | Lévesque       |
|                                                                                          | Pierre Marois Ministre du Travail et de la Main-d'œuvre                                  | Parti québécois                                                                          | 6 novembre 1980   | 30 avril 1981     | Lévesque       |
|                                                                                          | Pierre Marois Ministre du Travail, de la Main-d'œuvre et de la Sécurité du revenu        | Parti québécois                                                                          | 30 avril 1981     | 9 septembre 1982  | Lévesque       |
|                                                                                          | Raynald Fréchette Ministre du Travail                                                    | Parti québécois                                                                          | 9 septembre 1982  | 16 octobre 1985   | Lévesque       |
| 16 octobre 1985                                                                          | Raynald Fréchette Ministre du Travail                                                    | Parti québécois                                                                          | 12 décembre 1985  | P.M. Johnson      |                |
|                                                                                          | Pierre Paradis Ministre du Travail                                                       | Libéral                                                                                  | 12 décembre 1985  | 23 juin 1988      | Bourassa (2)   |
|                                                                                          | Yves Séguin Ministre du Travail                                                          | Libéral                                                                                  | 23 juin 1988      | 13 septembre 1990 | Bourassa (2)   |
|                                                                                          | André Bourbeau (par intérim) Ministre du Travail                                         | Libéral                                                                                  | 13 septembre 1990 | 5 octobre 1990    | Bourassa (2)   |
|                                                                                          | Normand Cherry Ministre du Travail                                                       | Libéral                                                                                  | 5 octobre 1990    | 11 janvier 1994   | Bourassa (2)   |
| Responsabilité attribuée au Ministre de l'Emploi,                                        | Responsabilité attribuée au Ministre de l'Emploi,                                        | Responsabilité attribuée au Ministre de l'Emploi,                                        | 11 janvier 1994   | 26 septembre 1994 | Johnson (fils) |
| Responsabilité attribuée au Ministre de l'Emploi,                                        | Responsabilité attribuée au Ministre de l'Emploi,                                        | Responsabilité attribuée au Ministre de l'Emploi,                                        | 26 septembre 1994 | 29 janvier 1996   | Parizeau       |
|                                                                                          | Matthias Rioux Ministre du Travail                                                       | Parti québécois                                                                          | 29 janvier 1996   | 15 décembre 1998  | Bouchard       |
|                                                                                          | Diane Lemieux Ministre d'État au Travail et à l'Emploi                                   | Parti québécois                                                                          | 15 décembre 1998  | 8 mars 2001       | Bouchard       |
|                                                                                          | Jean Rochon Ministre d'État au Travail, à l'Emploi et à la Solidarité sociale            | Parti québécois                                                                          | 8 mars 2001       | 30 janvier 2002   | Landry         |
|                                                                                          | Jean Rochon Ministre d'État aux Ressources humaines et au Travail                        | Parti québécois                                                                          | 30 janvier 2002   | 29 avril 2003     | Landry         |
|                                                                                          | Michel Després Ministre du Travail                                                       | Libéral                                                                                  | 29 avril 2003     | 18 février 2005   | Charest        |
|                                                                                          | Laurent Lessard Ministre du Travail                                                      | Libéral                                                                                  | 18 février 2005   | 18 avril 2007     | Charest        |
|                                                                                          | David Whissell Ministre du Travail                                                       | Libéral                                                                                  | 18 avril 2007     | 9 septembre 2009  | Charest        |
|                                                                                          | Sam Hamad Ministre du Travail                                                            | Libéral                                                                                  | 9 septembre 2009  | 10 août 2010      | Charest        |
|                                                                                          | Lise Thériault Ministre du Travail                                                       | Libéral                                                                                  | 10 août 2010      | 19 septembre 2012 | Charest        |
|                                                                                          | Agnès Maltais Ministre du Travail                                                        | Parti québécois                                                                          | 19 septembre 2012 | 23 avril 2014     | Marois         |
|                                                                                          | Sam Hamad Ministre du Travail                                                            | Libéral                                                                                  | 23 avril 2014     | 27 février 2015   | Couillard      |
| Responsabilité attribuée au ministre du Travail, de l'Emploi et de la Solidarité sociale | Responsabilité attribuée au ministre du Travail, de l'Emploi et de la Solidarité sociale | Responsabilité attribuée au ministre du Travail, de l'Emploi et de la Solidarité sociale | 27 février 2015   | 28 janvier 2016   | Couillard      |
|                                                                                          | Dominique Vien Ministre responsable du Travail                                           | Libéral                                                                                  | 28 janvier 2016   | 18 octobre 2018   | Couillard      |
| Responsabilité attribuée au ministre du Travail, de l'Emploi et de la Solidarité sociale | Responsabilité attribuée au ministre du Travail, de l'Emploi et de la Solidarité sociale | Responsabilité attribuée au ministre du Travail, de l'Emploi et de la Solidarité sociale | 18 octobre 2018   | 20 octobre 2022   | Legault        |
|                                                                                          | Jean Boulet Ministre du Travail                                                          | Coalition avenir                                                                         | 20 octobre 2022   | En fonction       | Legault        |

## Missions

### Organismes rattachés au ministère
Les organismes suivants sont rattachés au ministère: 
- Comité consultatif du travail et de la main-d'œuvre ;
- Commission de la construction du Québec (CCQ) ;
- Commission des normes, de l'équité, de la santé et de la sécurité du travail (CNESST) ;
- Régie du bâtiment du Québec (RBQ) ;
- Tribunal administratif du travail (TAT).

#### Anciens organismes rattachés
Plusieurs autres organismes ont été rattachés au ministère avant leur abolition ou leur remplacement:
- Les organismes précédant la CNESST soit :
  - La Commission de l'équité salariale (CES) ;
  - La Commission des normes du travail (CNT) ;
  - La Commission de la santé et de la sécurité du travail (CSST) ;
- Les organismes précédant le TAT soit :
  - La Commission des lésions professionnelles (CLP) ;
  - La Commission des relations du travail (CRT) ;
- Les organismes ayant précédé la RBQ avant le 1er février 1992 soit :
  - La Commission du bâtiment du Québec (CBE) ;
  - La Régie des entreprises de construction du Québec (RECQ) ;
- Le Commissaire de l'industrie de la construction ;
- Le Conseil des services essentiels (CSE) jusqu'à son intégration à la CNT en 2011 ;
- La Commission du salaire minimum jusqu'à son remplacement par la CNT en avril 1980 ;
- L'Institut de recherche et d'information sur la rémunération.